# Detroit Pistons 1978-1979
La stagione 1978-79 dei Detroit Pistons fu la 30ª nella NBA per la franchigia.
I Detroit Pistons arrivarono quarti nella Central Division della Eastern Conference con un record di 30-52, non qualificandosi per i play-off.

## Roster
| N°    | Naz.                   | Ruolo | Sportivo        | Anno | Alt. | Peso |
| ----- | ---------------------- | ----- | --------------- | ---- | ---- | ---- |
| 1     | Stati Uniti (bandiera) | G     | Kevin Porter    | 1950 | 183  | 77   |
| 11    | Stati Uniti (bandiera) | G     | Dennis Boyd     | 1954 | 185  | 79   |
| 11    | Stati Uniti (bandiera) | G     | Bubbles Hawkins | 1954 | 193  | 86   |
| 13    | Stati Uniti (bandiera) | AC    | Leon Douglas    | 1954 | 208  | 104  |
| 16    | Stati Uniti (bandiera) | C     | Bob Lanier      | 1948 | 211  | 113  |
| 22    | Stati Uniti (bandiera) | GA    | Gus Gerard      | 1953 | 203  | 91   |
| 22-24 | Stati Uniti (bandiera) | A     | Essie Hollis    | 1955 | 198  | 88   |
| 24    | Stati Uniti (bandiera) | G     | Rickey Green    | 1954 | 183  | 77   |
| 25    | Stati Uniti (bandiera) | GA    | John Long       | 1956 | 196  | 88   |
| 26    | Stati Uniti (bandiera) | G     | Andre Wakefield | 1955 | 191  | 79   |
| 27    | Stati Uniti (bandiera) | AC    | Ron Behagen     | 1951 | 206  | 84   |
| 27    | Stati Uniti (bandiera) | A     | Steve Sheppard  | 1954 | 198  | 98   |
| 30    | Stati Uniti (bandiera) | GA    | M.L. Carr       | 1951 | 198  | 93   |
| 32    | Stati Uniti (bandiera) | A     | Otis Howard     | 1956 | 201  | 100  |
| 32    | Stati Uniti (bandiera) | AC    | Larry McNeill   | 1951 | 206  | 88   |
| 35    | Stati Uniti (bandiera) | GA    | Earl Tatum      | 1953 | 196  | 84   |
| 41    | Stati Uniti (bandiera) | GA    | Terry Tyler     | 1956 | 201  | 98   |
| 42    | Stati Uniti (bandiera) | AC    | Jim Brewer      | 1951 | 206  | 95   |
| 42    | Stati Uniti (bandiera) | GA    | Chris Ford      | 1949 | 196  | 86   |
| 50    | Stati Uniti (bandiera) | AC    | Ben Poquette    | 1955 | 206  | 107  |

## Staff tecnico
- Allenatore: Dick Vitale
- Vice-allenatori: Richie Adubato, Mike Brunker, Al Menendez